# تونی مور (هنرمند)
تونی مور (انگلیسی: Tony Moore؛ زادهٔ ۲۰ دسامبر ۱۹۷۸) یک کمیک‌نویس اهل ایالات متحده آمریکا است.